# Sveti Đorđe, Ulcinj
Sveti Đorđe este un sat din comuna Ulcinj, Muntenegru. Conform datelor de la recensământul din 2003, localitatea are 86 de locuitori (la recensământul din 1991 erau 348 de locuitori).

## Demografie
În satul Sveti Đorđe locuiesc 59 de persoane adulte, iar vârsta medie a populației este de 38,6 de ani (41,2 la bărbați și 36,3 la femei). În localitate sunt 17 gospodării, iar numărul mediu de membri în gospodărie este de 4,94.
|  |

| Demografie | Demografie | Demografie |
| An         | Locuitori  | Locuitori  |
| ---------- | ---------- | ---------- |
|            |            |            |
|            |            |            |
|            |            |            |
|            |            |            |
| 1948       | 157        |            |
| 1953       | 181        |            |
| 1961       | 234        |            |
| 1971       | 275        |            |
| 1981       | 309        |            |
| 1991       | 348        | 86         |
| 2003       | 459        | 86         |

| \| Componența etnică conform recensământului din 2003[2] \| Componența etnică conform recensământului din 2003[2] \| Componența etnică conform recensământului din 2003[2] \| Componența etnică conform recensământului din 2003[2] \| Componența etnică conform recensământului din 2003[2] \| \| ----------------------------------------------------- \| ----------------------------------------------------- \| ----------------------------------------------------- \| ----------------------------------------------------- \| ----------------------------------------------------- \| \| \| \| \| \| \| \| Albanezi \| Albanezi \| \| 86 \| 100% \| \| necunoscută \| necunoscută \| \| 0 \| 0% \| |             |  |    |      |
| Componența etnică conform recensământului din 2003 |             |  |    |      |
| |             |  |    |      |
| Albanezi | Albanezi    |  | 86 | 100% |
| necunoscută | necunoscută |  | 0  | 0%   |